# 澤羅·莫斯苔

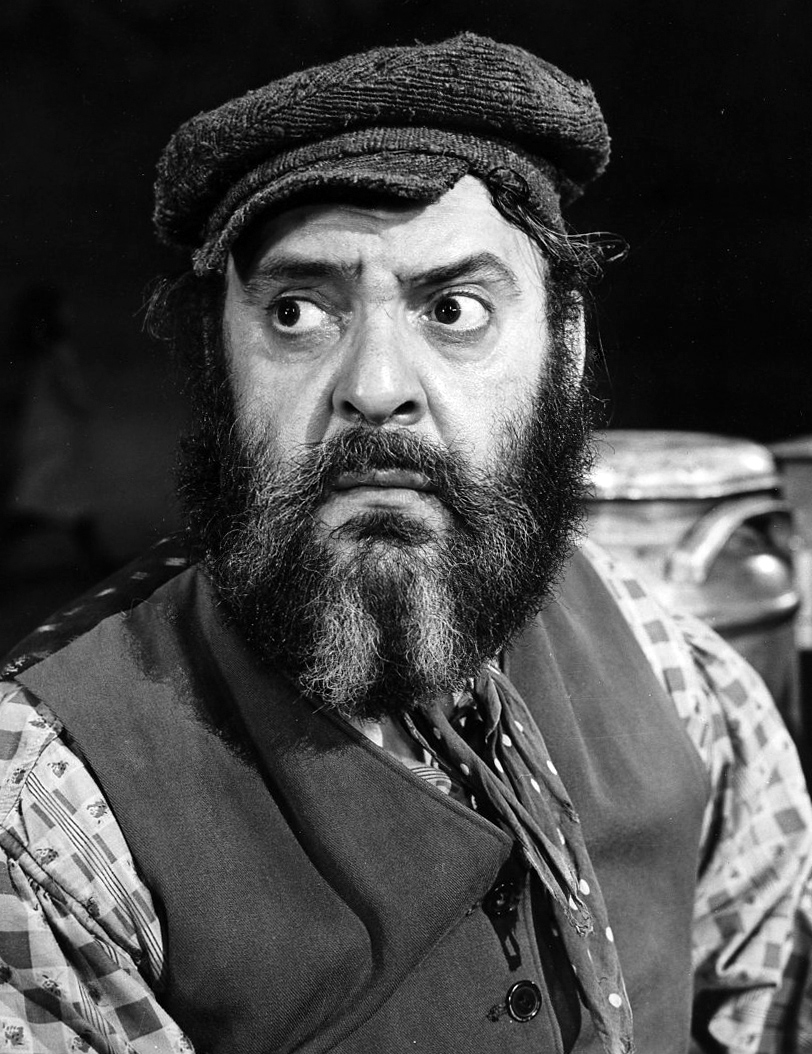
澤羅·莫斯苔

澤羅·莫斯苔（1915年2月28日 - 1977年9月8日）是美国演员、喜剧演员和歌手。屋顶上的提琴手首次演出時他就是主演。他也是製片人的主演。  20世纪50年代，他一度被列入荷里活黑名單。澤羅·莫斯苔曾获得过三次托尼奖。他也入選美国戏剧名人堂。 